# Astragalus reventus
Astragalus reventus är en ärtväxtart som beskrevs av Asa Gray. Astragalus reventus ingår i släktet vedlar, och familjen ärtväxter. Inga underarter finns listade i Catalogue of Life.